# Renstarr
Renstarr (Carex arctogena) är en flerårig gräslik växt inom släktet starrar och familjen halvgräs. Renstarr är lågväxt, tätt tuvad och har rödbruna basala slidor, med strån ofta upprätta. De blekgörna smala bladen är kortare än ståna. Liknar huvudstarr. De mörkbruna axen blir från tre till sex mm. Axfjällen är bruna och fruktgömmen blir från två till tre mm, är lika långa som axfjällen och har en kort sträv näbb. Renstarr blir från 5 till 20 cm hög och blommar från juli till augusti.

## Utbredning
Renstarr är sällsynt i Norden och trivs bäst på torr exponerad mark i fjälltrakter. Dess utbredning i Norden sträcker sig till fjälltrakter i Sverige, Norge och Finland.
- Referens: Den nya nordiska floran ISBN 91-46-17584-9